# العلاقات الساموية الكيريباتية
العلاقات الساموية الكيريباتية هي العلاقات الثنائية التي تجمع بين ساموا وكيريباتي.

## مقارنة بين البلدين
هذه مقارنة عامة ومرجعية للدولتين:
| وجه المقارنة                                              | ساموا                        | كيريباتي                        |
| --------------------------------------------------------- | ---------------------------- | ------------------------------- |
| المساحة (كم2)                                             | 2.84 ألف                     | 811                             |
| عدد السكان (نسمة)                                         | 196.44 ألف                   | 116.40 ألف                      |
| الكثافة السكانية (ن./كم²)                                 | 69.17                        | 14.35 ألف                       |
| العاصمة                                                   | أبيا                         | جنوب تاراوا                     |
| اللغة الرسمية                                             | لغة إنجليزية، اللغة الساموية | لغة إنجليزية، اللغة الكيريباتية |
| العملة                                                    | تالا ساموي                   | دولار كريباتي، دولار أسترالي    |
| الناتج المحلي الإجمالي (بليون دولار)                      | 856.63 مليون                 | 196.15 مليون                    |
| الناتج المحلي الإجمالي (تعادل القوة الشرائية) بليون دولار | 1.15 مليار                   | 224.26 مليون                    |
| الناتج المحلي الإجمالي الاسمي للفرد دولار أمريكي          | 3.94 ألف                     | 1.42 ألف                        |
| الناتج المحلي الإجمالي للفرد دولار أمريكي                 | 5.79 ألف                     | 1.81 ألف                        |
| مؤشر التنمية البشرية                                      | 0.702                        | 0.590                           |
| رمز المكالمات الدولي                                      | +685                         | +686                            |
| رمز الإنترنت                                              | .ws                          | .ki                             |
| المنطقة الزمنية                                           | ت ع م+13:00                  |                                 |

## منظمات دولية مشتركة
يشترك البلدان في عضوية مجموعة من المنظمات الدولية، منها:
| علم المنظمة | اسم المنظمة                                 | تاريخ انضمام ساموا | تاريخ انضمام كيريباتي |
| ----------- | ------------------------------------------- | ------------------ | --------------------- |
|             | الاتحاد البريدي العالمي                     | ?                  | ?                     |
|             | مؤسسة التنمية الدولية                       | 28 يونيو 1974      | 2 أكتوبر 1986         |
|             | دول الكومنولث                               | ?                  | ?                     |
|             | البنك الدولي للإنشاء والتعمير               | 28 يونيو 1974      | 29 سبتمبر 1986        |
|             | يونسكو                                      | 3 أبريل 1981       | 24 أكتوبر 1989        |
|             | مجموعة دول أفريقيا والكاريبي والمحيط الهادئ | ?                  | ?                     |
|             | بنك التنمية الآسيوي                         | 1966               | 1974                  |
|             | منظمة حظر الأسلحة الكيميائية                | ?                  | ?                     |
|             | مؤسسة التمويل الدولية                       | 28 يونيو 1974      | 2 أكتوبر 1986         |
|             | الأمم المتحدة                               | 15 ديسمبر 1976     | 14 سبتمبر 1999        |
|             | الاتحاد الدولي للاتصالات                    | 7 أكتوبر 1988      | 3 نوفمبر 1986         |
|             | تحالف الدول الجزرية الصغيرة                 | ?                  | ?                     |